# Enceinte
Enceinte (fra Latin in cinctus: omgivet, omringet), er et fransk begreb, som beskriver "hovedforsvarsværket omkring en befæstning". I en borg er hovedforsvarslinjen en ringmur med vagttårne, som omgiver borgen. I en by kunne det være bymuren med de tilhørende porthuse, tårne og mure.
Ifølge 1911 udgaven af Encyclopaedia Britannica bruges begrebet kun om en ubrudt række af bastioner og mure, som danner stedets krop. Udeværker eller forsvarmure i nærheden af enceinten blev ikke betragtet som en del af den. I fæstninger fra begyndelsen af det 20. århundrede var enceinten i reglen blot den inderste ubrudte forsvarsring.
I arkitekturen er en enceinte i almindelighed det indre af en katedral, abbedi, borg, etc.

## Kendetegn
Enceinten kan være udformet som en fritstående struktur eller være kombineret med bygninger, som er forbundet med de omgivende mure.

Enceinten gav ikke blot passiv beskyttelse for området bag den, men var i reglen en vigtig del af forsvaret med dens brystværn udstyret med skydeskår og skjulte skydestillinger.
Omridset af enceinten med dens befæstede tårne og beboelsesbygninger, skabte silhuetten af en borgl. Grundplanen for en enceinte er påvirket af terrænet. Enceinter på borge i bjergene er ofte formet som en irregulær polygon afhængig af stedets topografi, mens borge i lavlandsområder i reglen havde en regulær rektangulær form, som eksemplificeret i de quadrangular castles. 
Fra det 12. århundrede og frem blev der tilføjet endnu en indhegning, som blev kaldt en zwinger, som ofte blev bygget foran enceinten i mange europæiske borge. Dette gav et yderligere lag af forsvar, da den dannede en dødszone foran hovedmuren. Nogle gange - alt efter størrelse og type af de omkringliggende befæstninger - blev der bygget flere mursystemer som også kunne bruges til at rumme, vildsvin, bjørne eller endog kvæg i krisetider. I barokken var det ikke usædvanligt af disse indhegninger blev omdannet til haveanlæg f.eks. i Dresden).